# Azitromicin
Azitromicin je makrolidni antibiotik, prvi predstavnik podskupine azalidov.

## Uporaba
Azitromicin se uporablja pri okužbah dihal, vključno s pljučnico, akutno eksacerbacijo kronične pljučne obstruktivne bolezni, vnetjem obnosnih votlin (sinuzitis), žrela, mandeljnov. Uporablja se tudi pri vnetju srednjega ušesa, okužbah kože in ran, lymski boreliozi, bakterijskem konjunktivitisu, uretritisu, ki ga povzroča klamidija, in za zaščito pred okužbo z Mycobacterium avium pri imunsko oslabljenih bolnikih.
Učinkovit je tudi pri psih s papilomatozo.

## Mehanizem delovanja
Makrolidni antibiotiki zavirajo sintezo beljakovin, in sicer motijo podaljševanje beljakovinske verige na ribosomu, ker se vežejo na ribosomsko podenoto 50S. Z vezavo preprečijo premestitev peptidil-t-RNA iz akceptorskega na donorsko mesto ribosoma. Zato pride do prezgodnje zaključitve pri sintezi nove beljakovine. Azitromicin deluje na ta način bakretiostatično. V primerjavi z ostalimi makrolidnimi antibiotiki je nekoliko manj učinkovit proti grampozitivnim, a učinkovitejši proti gramnegativnim bakterijam.
Azitromicin se kopiči v celicah imunskega sistema in zato deluje dolgo časa in se le počasi razgrajuje. Prednost tega je v tem, da mora bolnik zdravilo prejemati le tri dni, učinkovina pa deluje še do štiri nadaljnje dneve. S tem se ublaži neželeno delovanje antibiotika na prebavila. Slabost te lastnosti pa je večje tveganje za pojav na azitromicin odpornih bakterij, ker se v telesu dolgo časa zadržujejo nizke količine antibiotika.

## Neželeni učinki
Pogosti (pojavijo se pri manj kot 10 % bolnikov):
- Motnje prebavil, kot so neješčnost, slabost, bruhanje, mehko blato, bolečine v trebuhu, trebušni krči, prebavne motnje, zaprtje.

Občasni (pojavijo se pri manj kot 1 % bolnikov):
- Napenjanje, motnje okušanja, glivične okužbe, nožnične okužbe, preobčutljivostne reakcije z izpuščajem, srbenjem in koprivnico, razdraženost, omotica, zaspanost, glavobol, mravljinčenje (parestezije) in utrujenost.

Redki (pojavijo se pri manj kot 0,1 % bolnikov):
- Vrtoglavica, krči, vznemirjenost, tesnobnost, znižan krvni tlak, razbijanje srca, motnje srčnega ritma, huda driska, občutljivost na svetlobo (preobčutljivostne reakcije kože na sonce), bolečine v sklepih, obarvanost jezika.

Zelo redko so poročali o hudih preobčutljivostnih reakcijah.
Med zdravljenjem z azitromicinom lahko pride tudi do povišanih vrednosti transaminaz. Zato se pri hudih jetrnih boleznih azitromicin ne sme uporabljati. Nadaljnja kontraindikacija je tudi poznana preobčutljivost na azitromicin ali druge makrolidne antibiotike.